# Eritrichium lasiocarpum
Eritrichium lasiocarpum är en strävbladig växtart som beskrevs av Wen Tsai Wang. Eritrichium lasiocarpum ingår i släktet Eritrichium och familjen strävbladiga växter. Inga underarter finns listade i Catalogue of Life.